# Dailorluta (Ort)
Dailorluta (Dailor Luta) ist eine osttimoresische Siedlung im Suco Fahisoi (Verwaltungsamt Lequidoe, Gemeinde Aileu).

## Geographie
Das Dorf (Bairo) Dailorluta liegt im Osten der Aldeia Dailorluta, in einer Meereshöhe von 1143 m. Da die Hauptstraße des Sucos, an dem die das Dorf liegt die Südgrenze der Aldeia bildet, gehören die Häuser auf der anderen Straßenseite bereits zur Aldeia Locotoi. Dieser Teil Dailorlutas geht im Westen direkt über in die Siedlung Locotoi und bildet so den östlichsten Ortsteil von Lequidoe, dem Hauptort des Sucos. Nach Norden hin führen zwei kleine Straßen den Berghang hinab zu einzelnen Häusern und kleinen Siedlungen, die ebenfalls zum Dorf Dailorluta gezählt werden.